# 牛岐城
牛岐城（うしきじょう）は、徳島県阿南市富岡町にある日本の城跡。阿南駅から北西500メートル。周辺は牛岐城址公園として整備されている。別名は富岡城、浮亀城。海部郡牟岐町にある「牟岐城（むぎじょう）」とは異なる。

## 歴史
牛岐城周辺は牛牧荘(庄)と呼ばれていた。私牧として牛や馬が多く飼われていたと思われる。その後中央の権力者や大社寺に寄進され、鎌倉幕府により地頭職が設けられ、維持、管理されるようになる。1203年には、牛牧荘は高野山領となり1351年には仁和寺領となっている。牛牧荘とは旧富岡町の地区を表したものでその政治の中心地が牛岐城であることを表している。築城年代は明らかにされていないが、至徳年間（1384年 - 1386年）に細川氏に従っていた新開実重が、阿波国に入った際に築城（浮亀城）した説が有力である。
天正10年（1582年）、城主であった新開実綱（新開道善）が長宗我部元親に謀殺され、香宗我部親泰が入った。
天正13年（1585年）、蜂須賀家政が阿波国を領有とし、支城群阿波九城の一つとして家老である賀島主水政慶に1万石を与え、城代とした。政慶は入城後、牛岐の地を富岡と改名したため、牛岐城も富岡城と呼ばれるようになった。
その後、寛永15年（1638年）に一国一城令により廃城となった。蔵屋敷だけを残し取り壊された。
1768年に描かれた「牛岐・富岡城絵図」は、2010年に阿南市文化財に指定された。

## 遺構
城の南は湿地帯で、北は多門が淵といって深い川であった。城山はひょうたん型の小山であり、中央のくぼんだ所を山越えして通行していた。城のあった小山の周囲に堀を巡らせていたと窺えるが、宅地開発などにより遺構のほとんどは失われている。大正2年（1913年）の道路工事で、城山は南北に分かれた。かろうじて残った元の城山の南半分の頂上に、八角形の展望室を設置するなどした「牛岐城址公園」となっている。産業記念館（後に牛岐城資料館）の建設前に行なわれた発掘調査で、主郭部分に石垣が認められ、徳島城と同様の野面積みであったことが確認された。元の城山の北半分には新開遠江守実綱の神社がある。